# Eupsenella
Eupsenella – rodzaj błonkówek z rodziny płaszczykowatych i podrodziny Bethylinae. Obejmuje 53 opisane gatunki.

## Morfologia
U błonkówek tych spotykane są formy długo- i krótkoskrzydłe (pterygopolimorfizm).
Głowa u form długoskrzydłych jest zaopatrzona w dobrze rozwinięte oczy złożone oraz przyoczka. Czułki mają biczyki zbudowane z jedenastu członów. Nadustek niemal pozbawiony jest płatów bocznych, natomiast płat środkowy bywa ścięty, kanciasty lub prawie kanciasty. Aparat gębowy cechuje się krótkimi i grubymi żuwaczkami o czterech ostrych zębach wierzchołkowych, zbudowanymi z sześciu członów głaszczkami szczękowymi oraz trójczłonowymi głaszczkami wargowymi. Żeberko hypostomalne jest dobrze rozwinięte.
Mezosoma zawsze ma dobrze zaznaczone notaulusy. Grzbietowa powierzchnia przedplecza ma tylną krawędź pośrodku odgiętą. Skrzydła przednie mają słabo wyodrębnione prestigmy. U form długoskrzydłych przednie skrzydło ma sześć zamkniętych komórek: R, 1Cu, C, 1M, 1R1 i krótką, eliptyczną 2R1, a skrzydło tylne cechują wykształcone żyłka analna i płat jugalny. Formy krótkoskrzydłe mają w skrzydle przednim otwartą komórkę 2R1 i prawie trójkątną pterostygmę. Duże, rombowate przedpiersie ma pośrodku wyżłobienie. Kompleks metapektalno-propodealny odznacza się brakiem listewek poprzecznych tylnych i wykształconą listewką metapostnotalną środkową.
Pomostek zaopatrzony jest w prostą listewkę brzuszną. U obu płci na metasomie widocznych jest osiem tergitów i tyle samo sternitów. Samiec ma dwupłatową tylną krawędź hypopygium oraz genitalia o niezmodyfikowanych lub rozdwojonych paramerach.

## Ekologia i występowanie
Owady te są zewnętrznymi parazytoidami gąsienic motyli z rodziny trociniarkowatych.
Przedstawiciele rodzaju rozmieszczeni są w krainie australijskiej.

## Taksonomia
Takson ten wprowadził w 1874 roku John Obadiah Westwood. Gatunkiem typowym została Eupsenella agilis. W 2018 roku Celso O. Azevedo i współpracownicy zsynonimizowali z omawianym rodzajem Fushunochrysites, Sinibethylus i Protobethylus. Według wyników analiz filogenetycznych Magna S. Ramosa i Celsa O. Azevedy z 2020 roku oraz Diega N. Barbosy i Gabriela A.R. Melo z 2023 roku omawiany rodzaj zajmuje pozycję siostrzaną dla Lytopsenella, tworząc z nim klad bazalny w obrębie podrodziny.
W zapisie kopalnym rodzaj znany jest z eocenu i oligocenu.
Do rodzaju zalicza się 53 opisane gatunki:

- Eupsenella agilis Westwood, 1874
- Eupsenella ajabatha Ramos et Azevedo, 2012
- Eupsenella alawa Ramos et Azevedo, 2012
- Eupsenella alura Ramos et Azevedo, 2012
- Eupsenella antakirinja Ramos et Azevedo, 2012
- Eupsenella araba Ramos et Azevedo, 2012
- Eupsenella arabana Ramos et Azevedo, 2012
- †Eupsenella aulax Ramos et Azevedo, 2014
- Eupsenella baada Ramos et Azevedo, 2012
- Eupsenella barada Ramos et Azevedo, 2012
- Eupsenella barna Ramos et Azevedo, 2012
- Eupsenella batjala Ramos et Azevedo, 2012
- Eupsenella bilingara Ramos et Azevedo, 2012
- Eupsenella bubumara Ramos et Azevedo, 2012
- Eupsenella ceciliae Terayama, 2004
- Eupsenella dalla Ramos et Azevedo, 2012
- Eupsenella diemenensis Dodd, 1916
- Eupsenella djagaraga Ramos et Azevedo, 2012
- †Eupsenella eocenica (De Ploëg et Nel, 2004)
- Eupsenella eora Ramos et Azevedo, 2012
- Eupsenella flavifemorata Terayama, 2004
- Eupsenella fuscipennis Cameron, 1888
- Eupsenella ilba Ramos et Azevedo, 2012
- Eupsenella inawonga Ramos et Azevedo, 2012
- Eupsenella inggarda Ramos et Azevedo, 2012
- Eupsenella ingura Ramos et Azevedo, 2012
- Eupsenella insulana Gordh et Harris, 1996
- Eupsenella iwaidja Ramos et Azevedo, 2012
- Eupsenella jaadwa Ramos et Azevedo, 2012
- Eupsenella jaara Ramos et Azevedo, 2012
- Eupsenella jaburara Ramos et Azevedo, 2012
- Eupsenella jadira Ramos et Azevedo, 2012
- Eupsenella jagara Ramos et Azevedo, 2012
- Eupsenella janda Ramos et Azevedo, 2012
- Eupsenella kabalbara Ramos et Azevedo, 2012
- Eupsenella kaibara Ramos et Azevedo, 2012
- Eupsenella karanja Ramos et Azevedo, 2012
- Eupsenella karawa Ramos et Azevedo, 2012
- †Eupsenella klesoviana Ramos et Azevedo, 2014
- Eupsenella kokatha Ramos et Azevedo, 2012
- Eupsenella larrakia Ramos et Azevedo, 2012
- Eupsenella malgana Ramos et Azevedo, 2012
- Eupsenella maya Ramos et Azevedo, 2012
- Eupsenella nagatara Ramos et Azevedo, 2012
- Eupsenella nanda Ramos et Azevedo, 2012
- Eupsenella neoeocenica Ramos et Azevedo
- Eupsenella neohongi Ramos et Azevedo, 2018
- Eupsenella pangkala Ramos et Azevedo, 2012
- Eupsenella proxima Kieffer, 1911
- Eupsenella reticulata Terayama, 2004
- †Eupsenella rossica Ramos et Azevedo, 2014
- Eupsenella wanamara Ramos et Azevedo, 2012
- †Eupsenella yantarnica Ramos et Azevedo, 2014